# Poisy
Poisy é uma comuna francesa na região administrativa de Auvérnia-Ródano-Alpes, no departamento da Alta Saboia. Estende-se por uma área de 11.33 km². Em 2010 a comuna tinha 8 465 habitantes (densidade: 747,1 hab./km²).